# Министерство коммерции Российской империи
Министерство коммерции — центральное государственное учреждение Российской империи, ведавшее внешней и внутренней торговлей.
Появилось с учреждением министерств, согласно манифесту 8 сентября 1802 г.. Бывшая Коммерц-коллегия была подчинена министру коммерции и разделена на 4 экспедиции: внешней торговли, внутренней, коммуникации и таможенной. Министром коммерции в 1800—1801 гг. (ещё до учреждения министерства) был Г. П. Гагарин, в 1801—1810 гг. — Н. П. Румянцев.
В 1803 г. учрежден департамент коммерции. Указом 17 августа 1810 г. Министерство коммерции упразднено и предметы его ведения разделены между министерствами: дела по внешней торговле и таможенные переданы в ведомство министерства финансов, а дела по внутренней торговле и коммуникации — в ведомство министерства внутренних дел.